# Pedro Gonçalves (entrenador)
Pedro Valdemar Soares Gonçalves (Lisboa, Portugal, 7 de febrero de 1976) es un entrenador de fútbol portugués. Actualmente dirige a la selección de Angola.

## Trayectoria
Gonçalves inició su carrera como asistente técnico en Amora en 1997. Más tarde estuvo en el Cova da Piedade y luego se unió al Sporting de Lisboa en el 2000, primero como ojeador y luego como entrenador juvenil desde 2001 hasta el 2015.
Tras su paso en el club de Portugal, partió para Angola donde dirigió a los equipos sub-15 y sub-17 del Primeiro de Agosto, y posteriormente conquistó el campeonato angoleño. En 2018 fue elegido entrenador de la selección nacional sub-17 de Angola. En 2018 fue elegido entrenador de la selección sub-17 de Angola. Ese mismo año ganó la Copa COSAFAy fue protagonista de la primera clasificación del país para el Mundial Sub-17, celebrada en 2019.
Después de dirigir a las sub-20 y sub-23 de las Palancas Negras, Gonçalves se convirtió en entrenador de la selección absoluta en 2019.En 2022, logró la clasificación para el Campeonato Africano de Naciones, quedando eliminados en fase de grupos.En septiembre de 2023, clasificó a la Copa Africana de Naciones luego de empatar ante Madagascar.En dicha competencia, alcanzó los cuartos de final donde cayeron ante Nigeria por 1-0.
La excelente actuación de Angola fue destacada en la BBC Africa con un artículo que describe cómo los angoleños superaron las expectativas y demostraron que los críticos estaban equivocados.
En junio de 2024, Pedro Soares Gonçalves alcanzó los 50 partidos con la selección angoleña.  Al mes siguiente, lideró a Angola hacia la conquista de la Copa COSAFA, la primera en 20 años, convirtiéndose también en el entrenador más exitoso de la historia de los Palancas Negras, con 24 victorias, igualando a Oliveira Gonçalves. Angola sumó 4 victorias en 5 partidos, incluyendo una goleada a Namibia por 5-0 en la final del torneo. 
El 5 de septiembre de 2024, Pedro Soares Gonçalves rompió el récord de victorias con Angola, quedando ahora en solitario en el número de triunfos con los Palancas Negras, al vencer a la selección de Ghana por 1-0. Este resultado terminó con la racha de 24 años invictos de los ghaneses en casa en partidos oficiales.

## Clubes

### Como entrenador
| Club                       | País   | Año           |
| -------------------------- | ------ | ------------- |
| Selección sub-17 de Angola | Angola | 2018-2019     |
| Selección sub-20 de Angola | Angola | 2018-2019     |
| Selección de Angola        | Angola | 2019-presente |